# Lomnický rybník
Lomnický rybník je přírodní památka v okrese Karlovy Vary. Chráněné území s rozlohou 112,1 ha bylo vyhlášeno 20. května 2014. Nachází západně od Dlouhé Lomnice podél Lomnického potoka a v okolí Velkého lesního rybníka a menších mokřadů severně od něj (v lokalitě s místním názvem U Hajnice). Chráněným územím prochází červeně značená turistická značka z Bochova do Karlových Varů.

## Předmět ochrany
Předmětem ochrany je evropsky významná lokalita tvořená pestrou mozaikou biotopů, ke kterým patří letněné rybníky, podhorská vřesoviště, horské smilkové trávníky, střídavě vlhké bezkolencové louky a údolní jasanovo-olšové luhy. Vyskytuje se zde řada vzácných a druhů rostlin a živočichů, např. prha arnika (Arnica montana), blatěnka vodní (Limosella aquatica), bublinatka jižní (Utricularia australis) nebo hnědásek chrastavcový (Euphydryas aurinia).

## Galerie

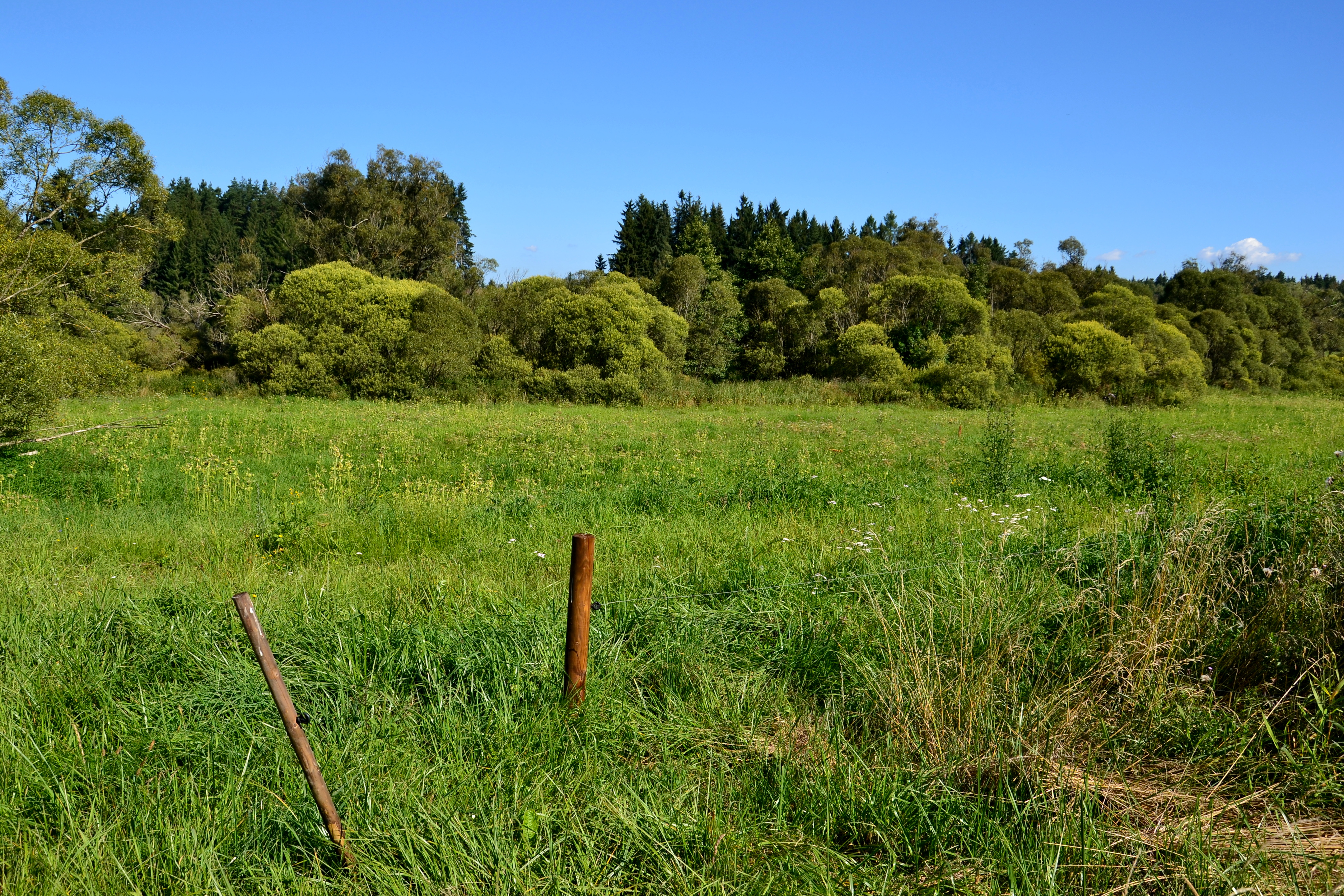
Louka v severní části chráněného území
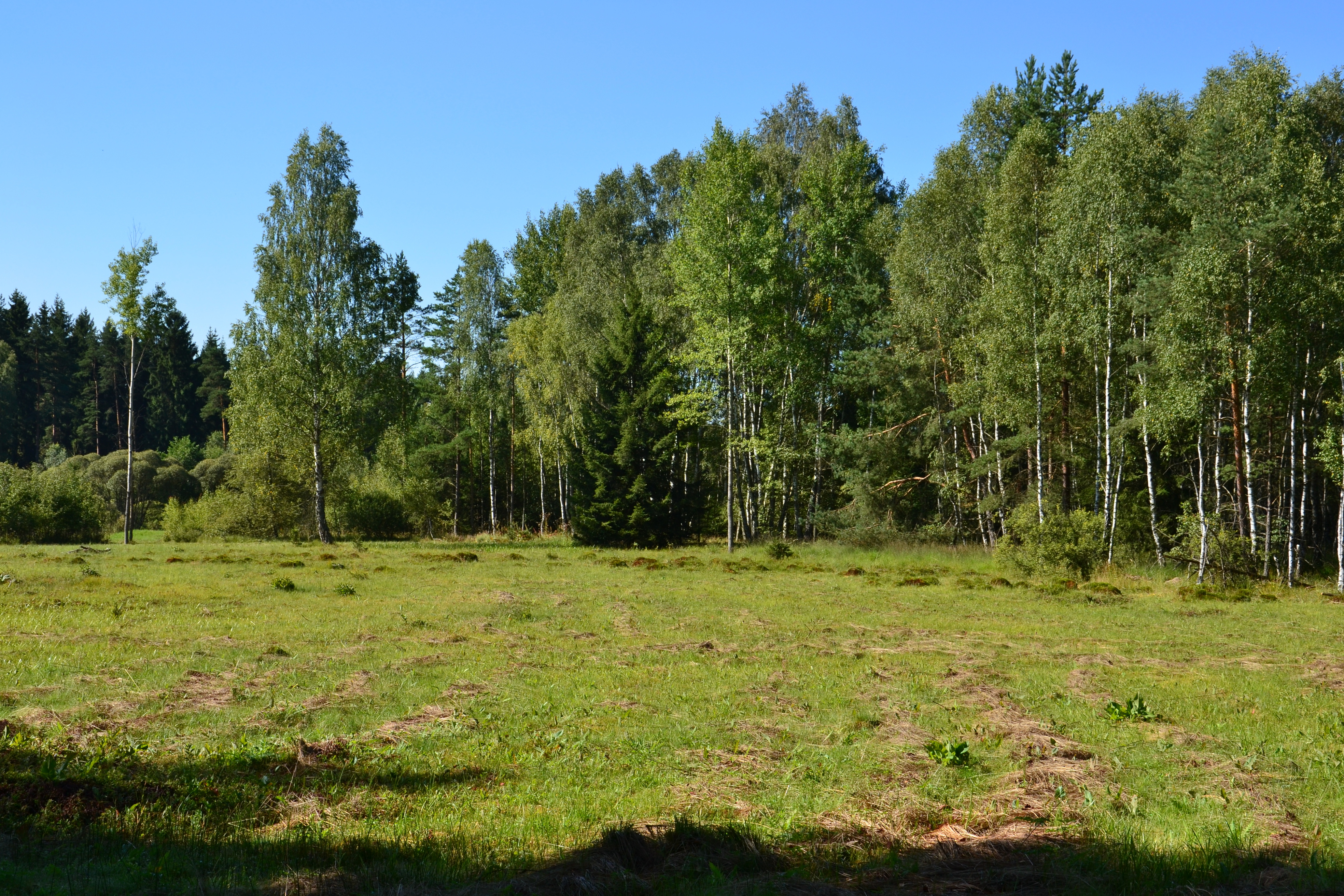
Louka v severní části chráněného území
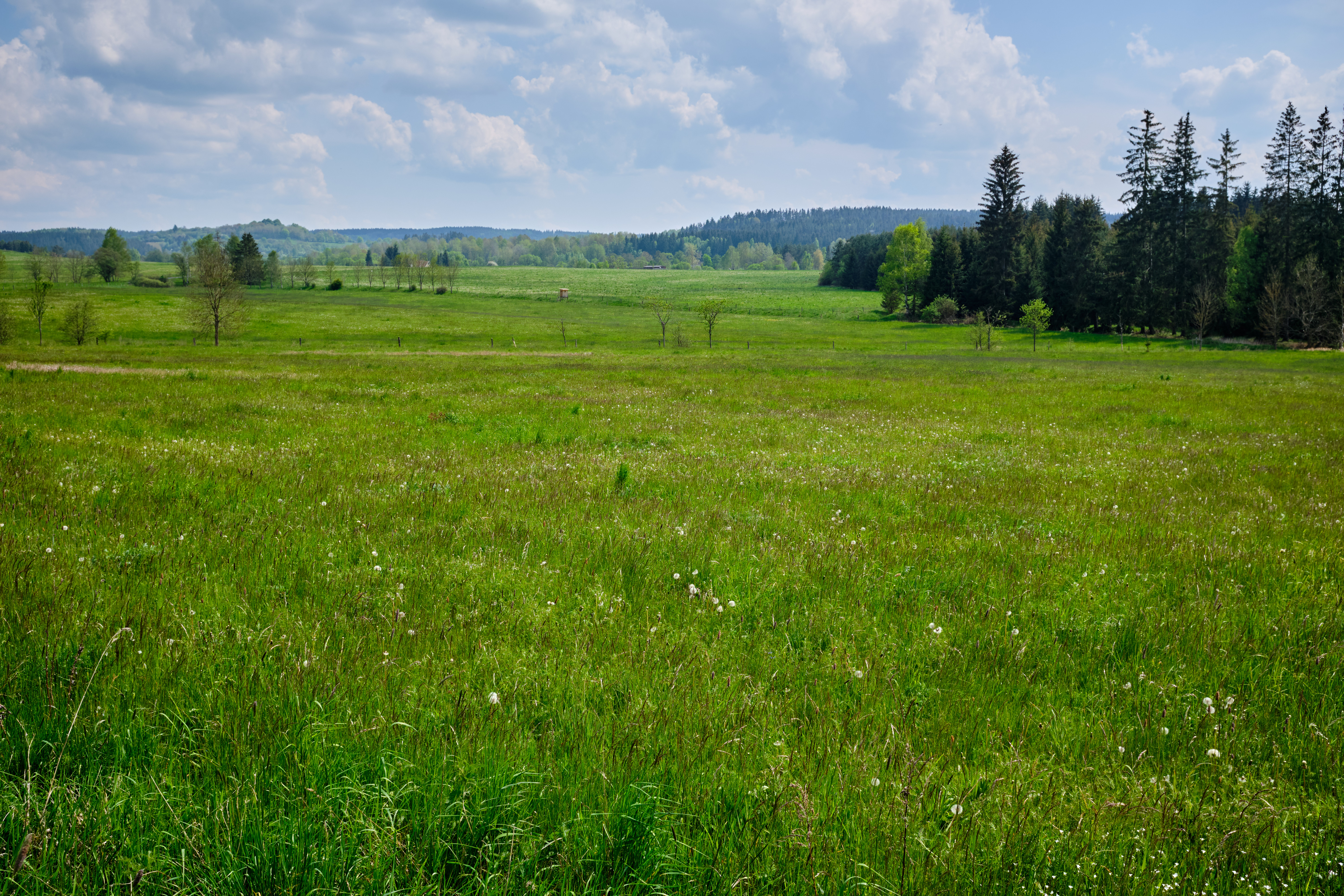
Severovýchodní okraj
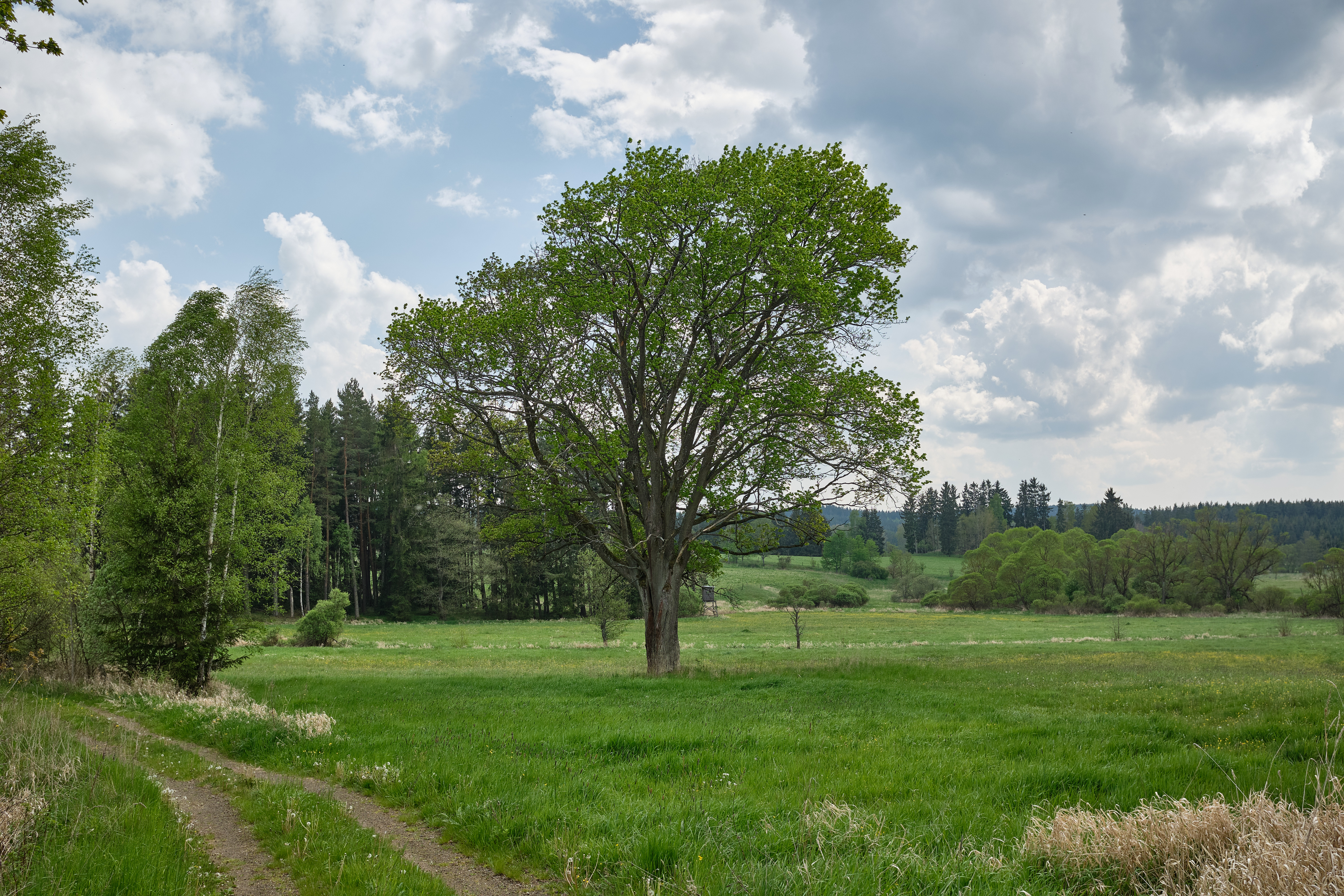
Severovýchodní část
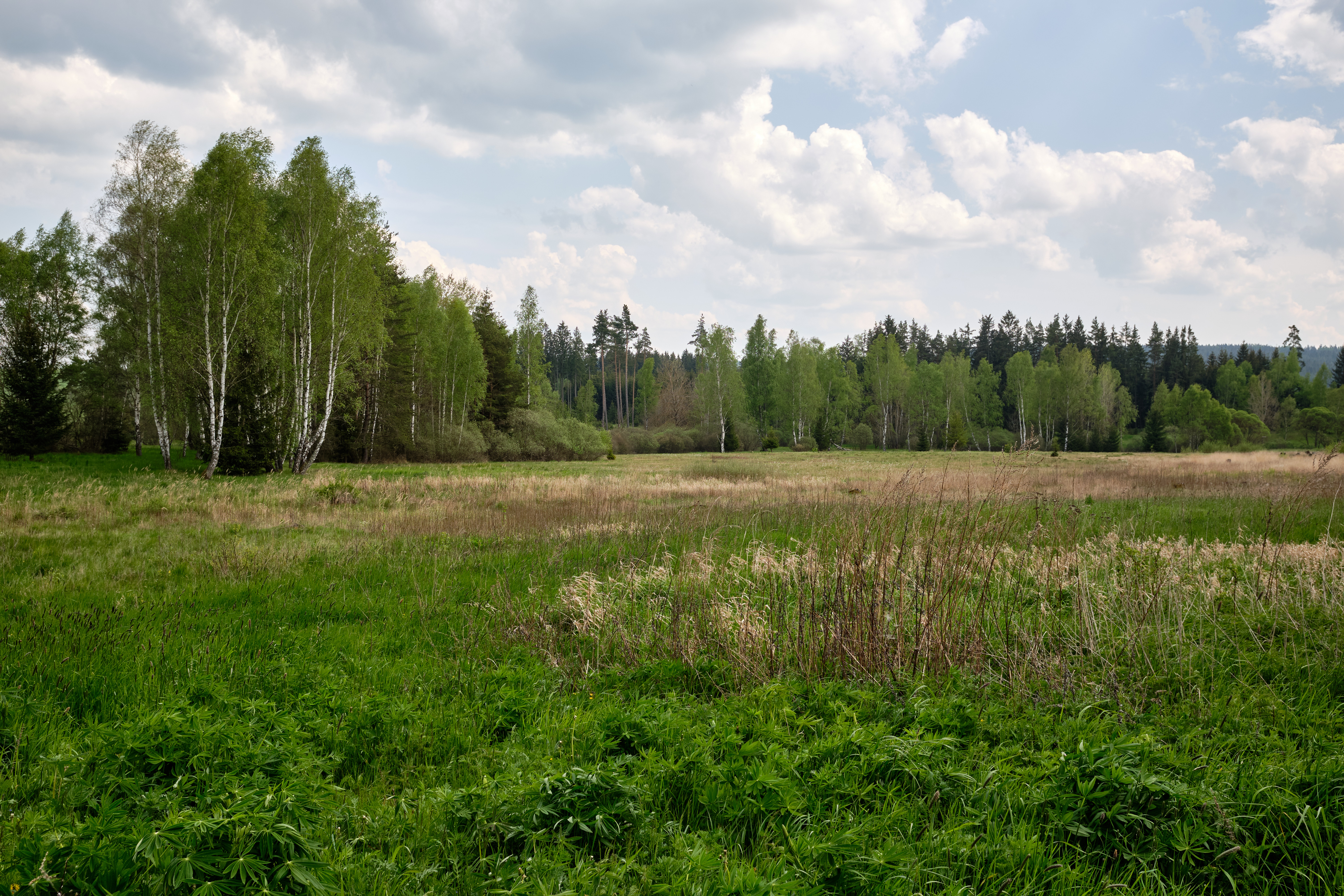
Severovýchodní část
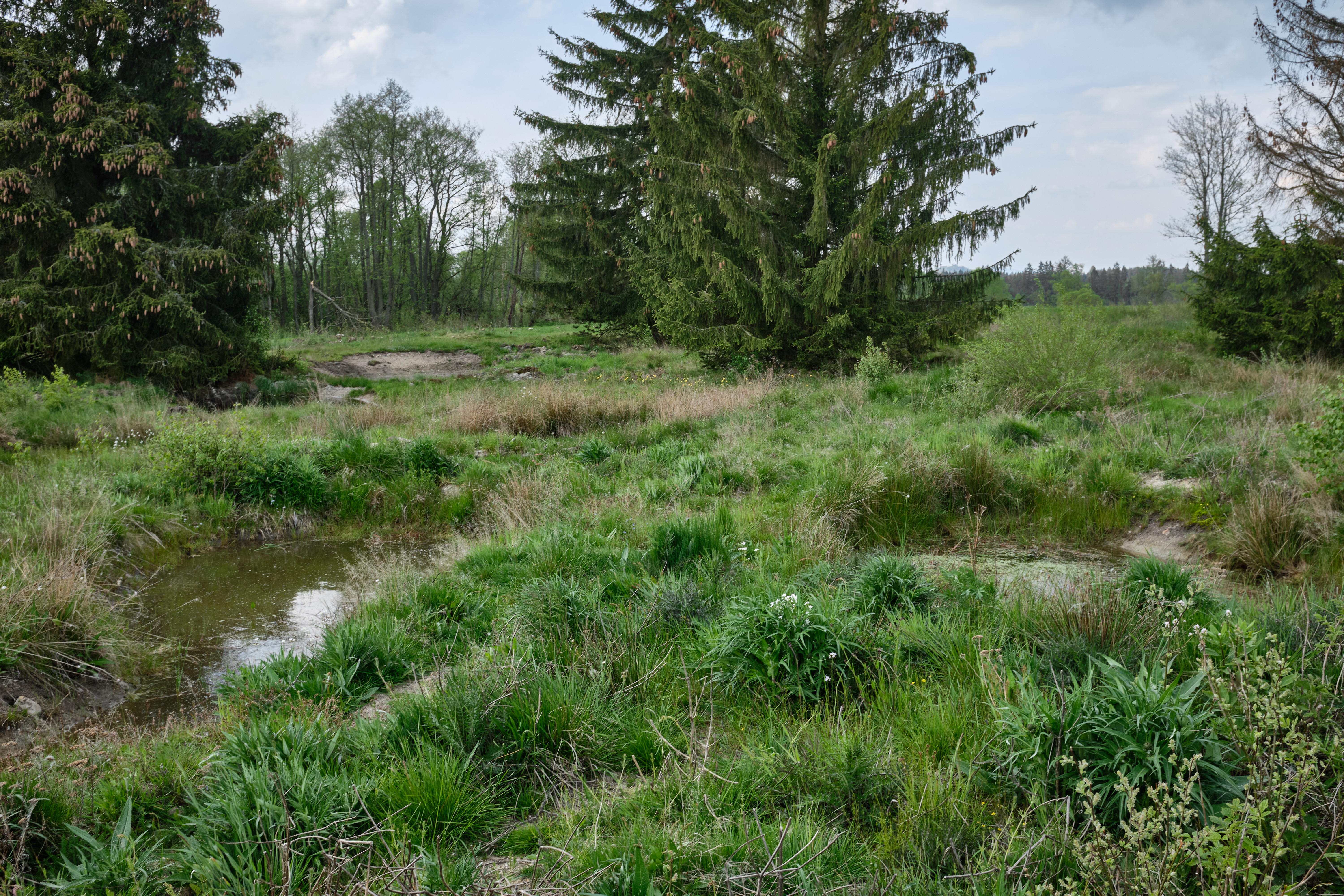
Malé tůňky
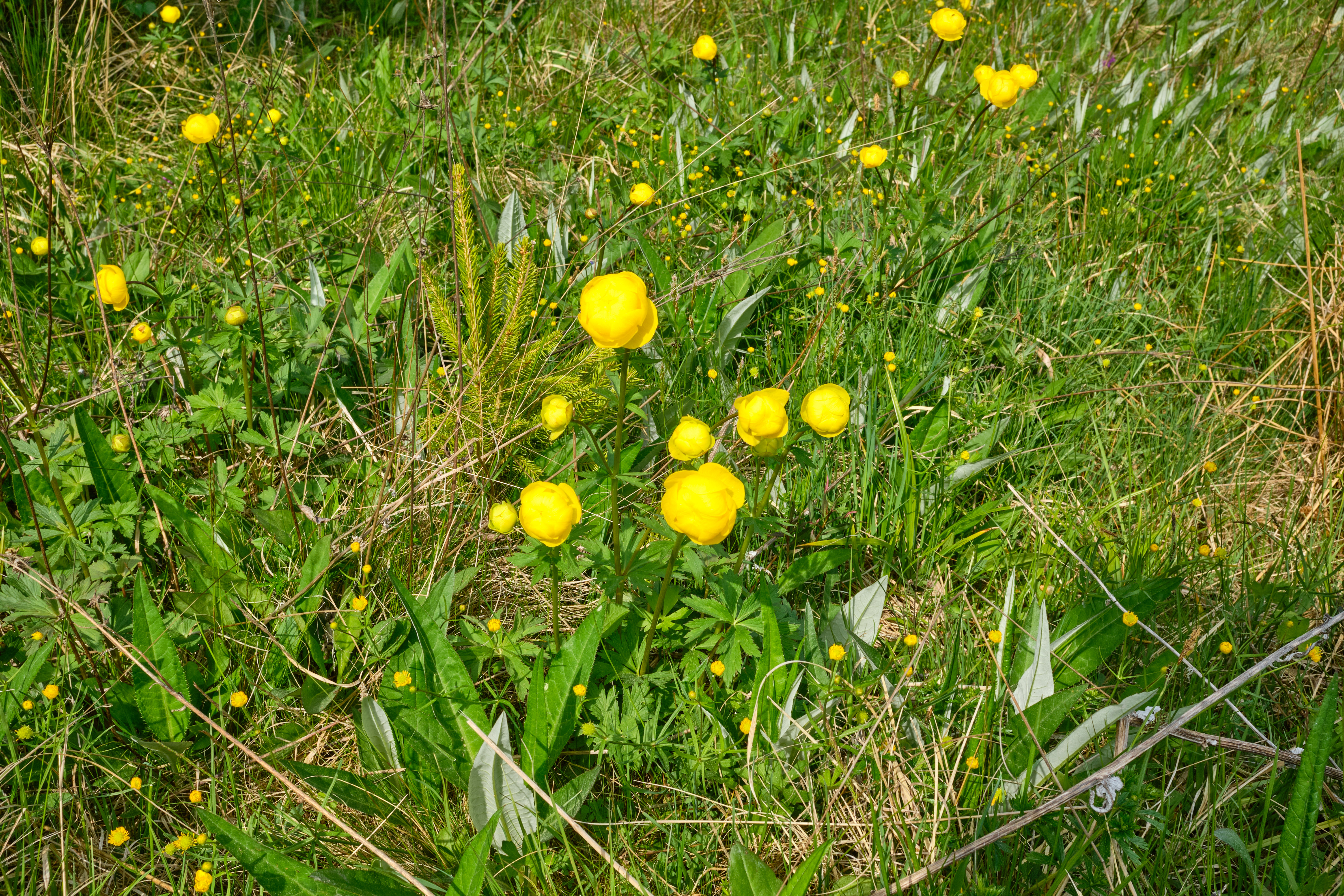
Upolín nejvyšší
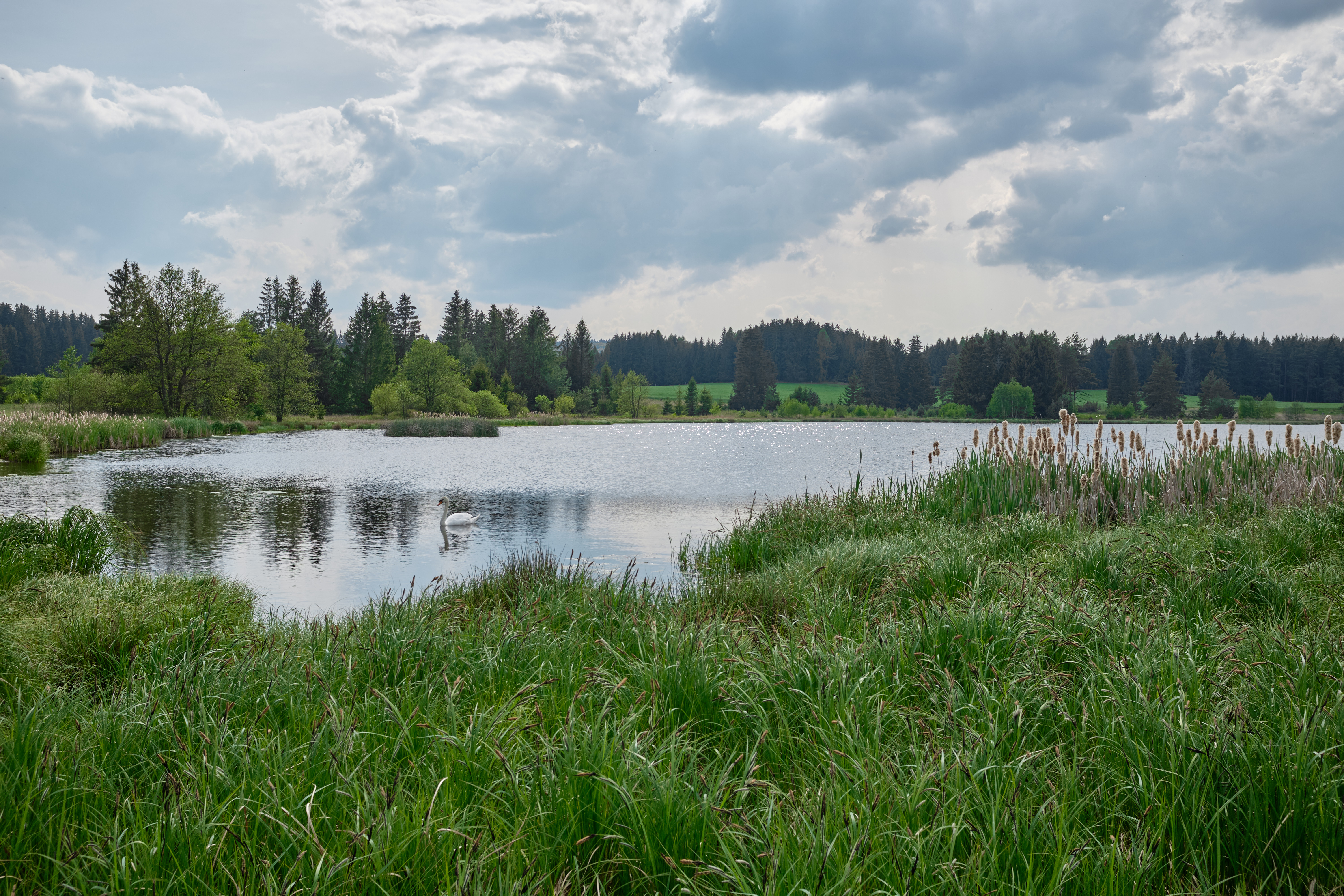
Velký lomnický rybník